# Херстапе
Херстапе (на нидерландски: Herstappe) е селище в Североизточна Белгия, окръг Тонгерен на провинция Лимбург. Намира се на 5 km южно от град Тонгерен. Херстапе е общината в Белгия с най-малко население – 88 души (по приблизителна оценка от януари 2018 г.).